# Wólka Szczawińska
Wólka Szczawińska – wieś sołecka w Polsce położona w województwie mazowieckim, w powiecie płońskim, w gminie Nowe Miasto.
W czasie okupacji niemieckiej mieszkający we wsi Bronisław Sagan udzielił pomocy Tomaszowi (Tuwie) Lewińskiemu. W 1988 roku Instytut Jad Waszem podjął decyzję o przyznaniu Bronisławowi Saganowi tytułu Sprawiedliwego wśród Narodów Świata.
W latach 1975–1998 miejscowość administracyjnie należała do województwa ciechanowskiego.